# Iniektor plazmowy
Iniektor plazmowy, działo plazmowe − urządzenie służące do otrzymywania plazmoidów, które można przyspieszać do dużych prędkości. 

## Budowa i zasada działania
Iniektor plazmowy składa się z dwóch współosiowych elektrod metalowych, pomiędzy które przykłada się wysokie napięcie doprowadzone z dużej baterii kondensatorów. W wyniku wyładowania następuje jonizacja gazu i powstaje plazma. W plazmie tej prąd płynie w kierunku radialnym. Oddziaływanie przezeń z polem magnetycznym przejawia się w postaci siły, która przesuwa plazmę wzdłuż osi iniektora plazmowego i silnie ją przyspiesza.

## Działo plazmowe w Polsce
W Polsce prace nad iniektorem plazmowym prowadzi się w Instytucie Problemów Jądrowych w Świerku. Skonstruowany tam zmodyfikowany iniektor plazmowy, w którym elektrody o kształcie powierzchni walcowych zastąpiono odpowiednim układem prętów, wytwarzającym plazmoidy poruszające się z prędkościami ok. 100 km/s. Temperatura jonów zmierzona metodami spektroskopowymi sięga 2,5 mln K. Czas życia takich plazmoidów wynosi kilka mikrosekund.